# Football League Awards 2010
I Football League Awards 2010 sono stati consegnati il 14 marzo 2010, al Grosvenor House, Park Lane di Londra. Si tratta della quinta edizione del premio avvenuta.

## Vincitori
Di seguito sono riportati il nome del premio originale, il nome del vincitore e la squadra di appartenenza:
- Championship Player of the Year - Kevin Nolan - Newcastle Utd
- League One Player of the Year - Jermaine Beckford - Leeds United
- League Two Player of the Year - Craig Dawson - Rochdale
- The Football League Young Player of the Year - Nathaniel Clyne - Crystal Palace
- Championship Apprentice Award - Adam Matthews - Cardiff City
- League One Apprentice Award - Tom Adeyemi - Norwich City
- League Two Apprentice Award - Kyle Haynes - Cheltenham Town
- Goal of the Year - Nicky Maynard - Queens Park Rangers vs Bristol City
- Fan of the Year - Herbert Taylor - Southampton
- PFA Player in the Community - Zesh Rehman - Bradford City
- Championship Community Club of the Year - Southend United e Watford (vincitori ex aequo)
- Best Fan Marketing Campaign - Nottingham Forest
- Championship Best Matchday Programme - Scunthorpe United
- League One Best Matchday Programme - Huddersfield Town
- League Two Best Matchday Programme - Rotherham United
- Championship Family Club of the Year - Reading
- League One Family Club of the Year - Huddersfield Town
- League Two Family Club of the Year - Shrewsbury Town
- Best Digital Communication - Derby County
- Outstanding Contribution to League Football - Gordon Taylor OBE